# Mohamed Abútríka
Mohamed Mohamed Mohamed Abútríka (arabul: محمد محمد محمد أبو تريكة); (Nahja, Gíza, 1978. november 7. – ) egyiptomi válogatott labdarúgó, csatár. 2008-ban az év afrikai labdarúgójának választották. 

## Pályafutása

### Klubcsapatban
Pályafutását a Terszana SC csapatában kezdte, ahol 1997 és 2003 között 161 mérkőzésen 91 alkalommal volt eredményes. 2004-ben az el-Ahlí szerződtette, melynek színeiben hét alkalommal szerzett bajnoki címet és öt alkalommal (2005, 2006, 2008, 2012, 2013) nyerte meg a CAF-bajnokok ligáját. A 2005–06-os szezonban 18 góllal a bajnokság legeredményesebb játékosa volt. A 2006-os CAF-bajnokok ligájaban és a 2006-os FIFA-klubvilágbajnokságon is a sorozat legeredményesebb játékosa volt. Négyszer volt az év labdarúgója Egyiptomban (2005, 2006, 2007, 2008) és 2008-ban az év afrikai labdarúgójának is megválasztották. 2004 és 2013 között 163 bajnokin 77 alkalommal talált az ellenfelek kapujába. 2013-ban kölcsönben az arab emírségekbeli Baniyas Club csapatánál szerepelt kölcsönben és ott is fejezte be a pályafutását. 

### A válogatottban
2001 és 2013 között 100 alkalommal szerepelt az egyiptomi válogatottban és 38 gólt szerzett. Tagja volt a 2006-os és 2008-as afrikai nemzetek kupáján győztes válogatott keretének. Utóbbin az ő góljával győzték le Kamerunt a döntőben 1–0-ra. Részt vett a 2009-es konföderációs kupán és a 2012. évi nyári olimpiai játékokon is.

## Sikerei, díjai
el-Ahlí SC
- Egyiptomi bajnok (7): 2004–05, 2005–06, 2006–07, 2007–08, 2008–09, 2009–10, 2010–11
- CAF-bajnokok ligája győztes (5): 2005, 2006, 2008, 2012, 2013
- CAF-szuperkupa győztes (4): 2006, 2007, 2009, 2013
- FIFA-klubvilágbajnokság bronzérmes (1): 2006

Egyiptom
- Afrikai nemzetek kupája győztes (2): 2006, 2008

Egyéni
- Az év egyiptomi labdarúgója (4): 2005, 2006, 2007, 2008
- Az év afrikai labdarúgója (BBC) (1): 2008[3]
- Az egyiptomi bajnokság gólkirálya (1): 2005–06 (18 gól)
- A CAF-bajnokok ligája gólkirálya (1): 2006 (8 gól)
- A FIFA-klubvilágbajnokság gólkirálya (1): 2006 (3 gól)
- Az Afrikai nemzetek kupája – A torna csapatának a tagja (2): 2006, 2008
- IFFHS legendák: 2016[4]